# Karl-Dieter Grüske
Karl-Dieter Grüske (* 11. Dezember 1946 in Erlangen) ist ein deutscher Wirtschaftswissenschaftler, Professor für Volkswirtschaftslehre und war von 2002 bis 2015 Rektor bzw. Präsident der Universität Erlangen-Nürnberg. Er war zudem von 2008 bis 2014 Vizepräsident der deutschen Hochschulrektorenkonferenz.

## Leben
Karl-Dieter Grüske studierte Volkswirtschaft in Erlangen-Nürnberg und München. Von 1972 bis 1988 war er Assistent und Akademischer Oberrat bei Horst Claus Recktenwald am Volkswirtschaftlichen Institut der Wirtschafts- und Sozialwissenschaftlichen Fakultät der Universität Erlangen-Nürnberg. 1978 promovierte er „summa cum laude“ mit einem Thema zu den Umverteilungseffekten des öffentlichen Haushalts (Die personale Budgetinzidenz. Eine Analyse für die Bundesrepublik). Für seine Habilitationsschrift wurde er 1986 mit dem Habilitationspreis der Universität Erlangen-Nürnberg und dem Wolfgang-Ritter-Preis ausgezeichnet.
Forschungsaufenthalte führten ihn unter anderem 1974 nach Indonesien, 1982 in den Jemen und 1987 in die USA. Von 1988 bis 1990 war er wissenschaftlicher Projektleiter am Institut für Wirtschaft und Gesellschaft bei Meinhard Miegel am Wissenschaftszentrum in Bonn. 1990 erhielt er einen Ruf an die Universität der Bundeswehr in Hamburg. 1991 übernahm er den Lehrstuhl für Volkswirtschaftslehre, insbesondere Finanzwissenschaft, an der Universität Erlangen-Nürnberg. Er ist Mitglied in  Vereinigungen seines Faches, verfasste drei Bücher und ist unter anderem Mitherausgeber der  Edition der „Klassiker der Nationalökonomie“.
Grüske wurde  1993 in den Wissenschaftlichen Beirat für Familienfragen beim Bundesministerium für Familie, Senioren, Frauen und Jugend berufen; seit 1998 ist er dessen stellvertretender Vorsitzender. Seit 1997 wirkte er als Mitglied des Wissenschaftlichen Beirats für Verwaltungsreformen der hessischen Landesministerien und Universitäten, in verschiedenen Kommissionen zu Hochschulreformen und als Mitglied des bildungsökonomischen und finanzwissenschaftlichen Ausschusses des Vereins für Socialpolitik. 1999 wurde er in den Wissenschaftlichen Beirat des Deutschen Jugendinstituts berufen. 1993 wurde er Vorsitzender der Gesellschaft für Finanzwissenschaftliche Forschung. Seit 2007 ist er Vorsitzender des Beirats für Forschungsmigration beim Bundesamt für Migration und Flüchtlinge, und im Jahr 2008 wurde er zum Vizepräsidenten der Hochschulrektorenkonferenz gewählt. 2008 wurde er zum Honorarprofessor der Universität für Außenwirtschaft und Handel in Peking ernannt. Nach zwei Jahren als Stellvertreter war er von 2009 bis 2011 Vorsitzender der Universität Bayern e.V.
Grüske war von 1994 bis 1996 Dekan der Wirtschafts- und Sozialwissenschaftlichen Fakultät, von 1996 bis 2000 Mitglied des Senats und von 2000 bis 2002 Prorektor der Friedrich-Alexander-Universität Erlangen-Nürnberg. Vom 1. April 2002 bis April 2015 war er Präsident der Universität Erlangen-Nürnberg.

## Auszeichnungen
- 1986 Habilitationspreis der Universität Erlangen-Nürnberg
- 1986 Wolfgang-Ritter-Preis
- 2008 Ernennung zum Honorarprofessor der Universität für Außenwirtschaft und Handel
- Am 24. März 2011 erhielt Grüske das Verdienstkreuz am Bande des Verdienstordens der Bundesrepublik Deutschland.[1]
- 2015 Bayerische Verfassungsmedaille in Silber

## Publikationen (Auswahl)
Ausgewählte Publikationen  (Themen)
- Die personale Budgetinzidenz – Eine Analyse für die Bundesrepublik. Vandenhoeck und Ruprecht, Göttingen 1978, ISBN 3-525-11318-8.
- Personale Verteilung und Effizienz der Umverteilung – Analyse und Synthese. Vandenhoeck und Ruprecht, Göttingen 1985, ISBN 3-525-11332-3.
- Das neue Steuerungsmodell in den Kommunen. Volkswirtschaftliches Institut, Nürnberg 2001.

Herausgeber
- 1980        Markt und Staat – Fundamente einer freiheitlichen Ordnung
- 1995/99     Nobelpreisträger der ökonomischen Wissenschaft
- seit 1986   Edition „Klassiker der Nationalökonomie“ (100 Bde.)
- seit 1992   Schriftenreihe „Forum Finanzwissenschaft“ (bisher 18 Bde.)
- seit 1995   Reihe „Abhandlungen zur Nationalökonomie“ (bisher 11 Bde.)
- seit 1995   H.C. Recktenwald – Preis für Nationalökonomie. Akademische Reden und Kolloquien.